# Kloster San Salvatore di Monte Amiata
Das Kloster San Salvatore di Monte Amiata in der Toskana in Italien wurde wohl im 8. Jahrhundert als Benediktinerkloster errichtet und ging 1228 auf den Zisterzienserorden über. Es liegt in der Gemeinde Abbadia San Salvatore in der Provinz Siena, auf über 800 m s.l.m. und östlich des 1784 m hohen Monte Amiata, an der ehemaligen Via Francigena, die hier mit der Via Cassia übereinstimmte.

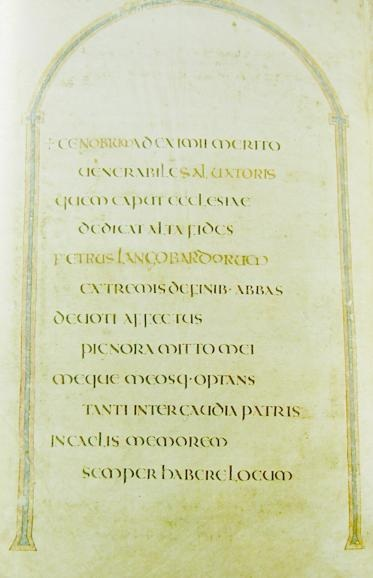
Widmungsseite des Codex Amiatinus

## Geschichte
Die Gründung soll spätestens 762 durch den friaulischen Langobarden Erfone erfolgt sein. Die Legende gibt als Gründungsjahr 743 und als Gründer den Langobardenkönig Ratchis, den Nachfolger des Königs Liutprand, an. Die Abtei erhielt ein großes Territorium, das sich bis an die Küste erstreckt haben soll, und galt in benediktinischer Zeit als die reichste Abtei der Region. Die Kirche wurde 1035 in Anwesenheit von 18 Bischöfen geweiht. Auf die Benediktiner folgten zunächst Kamaldulenser. Wohl unter Förderung von Papst Gregor IX. zogen 1228 Zisterzienser mit einem unmittelbar von Kloster Cîteaux entsandten Konvent ein. Im Jahr 1247 besetzte die Abtei das Kloster San Pietro d’Acqua Orta, das aber nicht zur selbstständigen Abtei erhoben wurde, sondern dem Abt von San Salvatore di Monte Amiata unmittelbar unterstellt blieb. 1497 trat die Abtei der italienischen Zisterzienserkongregation bei. Die Kirche wurde 1590 unter den Medici verändert; dabei wurden die Apsiden entfernt. Im 17. Jahrhundert ließ die Disziplin des Klosters nach. 1783 wurde das Kloster durch den Großherzog Leopold I. von Toskana aufgehoben und zu Wohnungen aufgeteilt. Die Umbauten von 1590 wurden 1929 teilweise beseitigt. 1939 wurde wieder ein Zisterzienserpriorat eingerichtet, das 1960 den größten Teil der Anlage wieder erwerben konnte. Eine Renovierung erfolgte 1968 bis 1971.
Zu den Kostbarkeiten der Bibliothek zählte der Codex Amiatinus, eine in Northumbrien zu Beginn des achten Jahrhunderts hergestellte Bibelhandschrift, die ursprünglich als Geschenk für den Papst gedacht war, aber Rom nicht erreichte.

## Anlage und Bauten
Die Kirche ist einschiffig und weist ein niedrigeres und schmaleres Querhaus mit querrechteckigem Querhaus sowie eine Apsis mit einem tonnengewölbten Vorjoch und eine Doppelturmfassade auf (der rechte Turm ist unvollendet). Die kreuzgratgewölbte Krypta mit 36 Monolithsäulen hat weitgehend ihre ursprüngliche Erscheinung bewahrt. Die Klostergebäude befanden sich links (nördlich) von der Kirche.

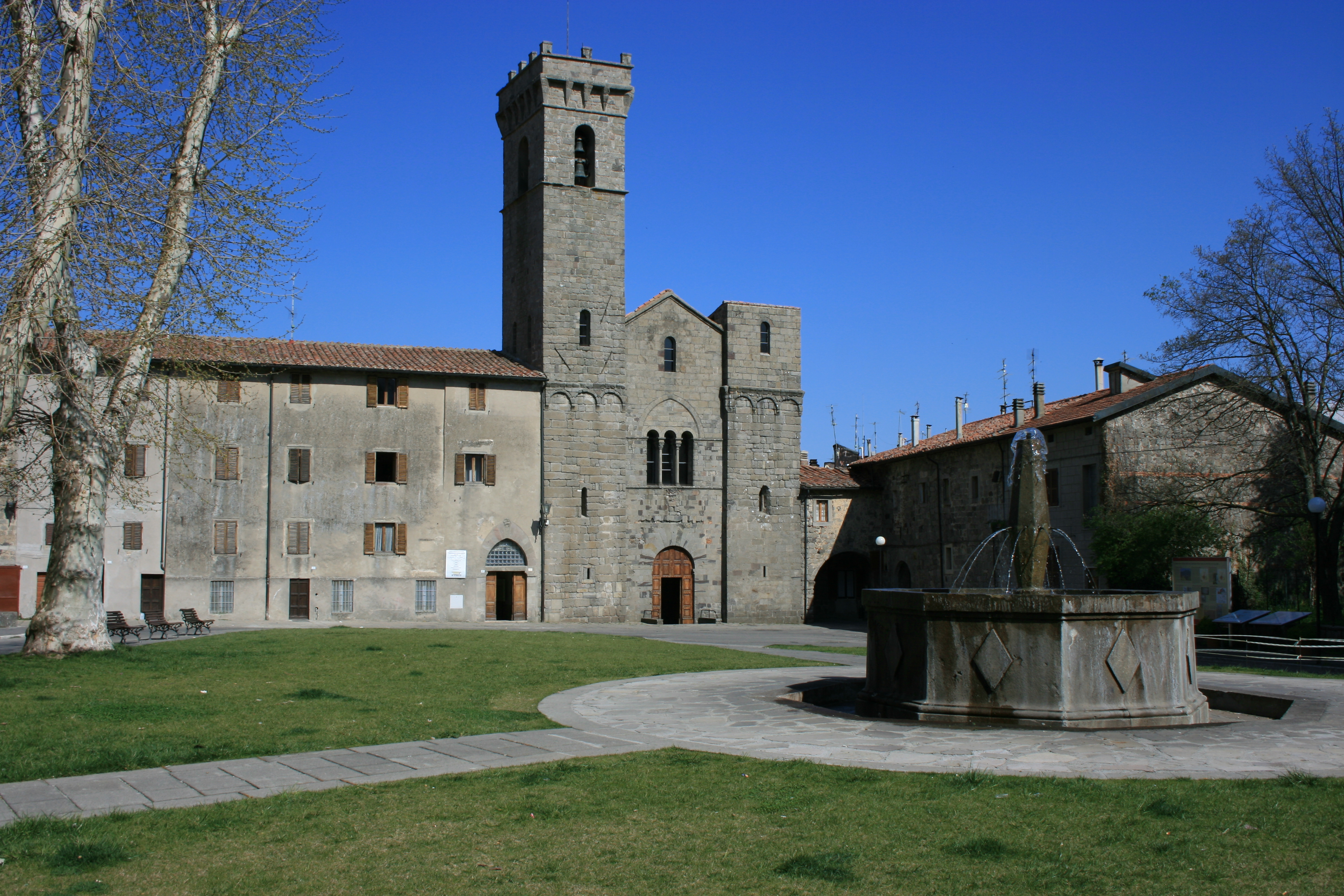
Fassade der Abtei
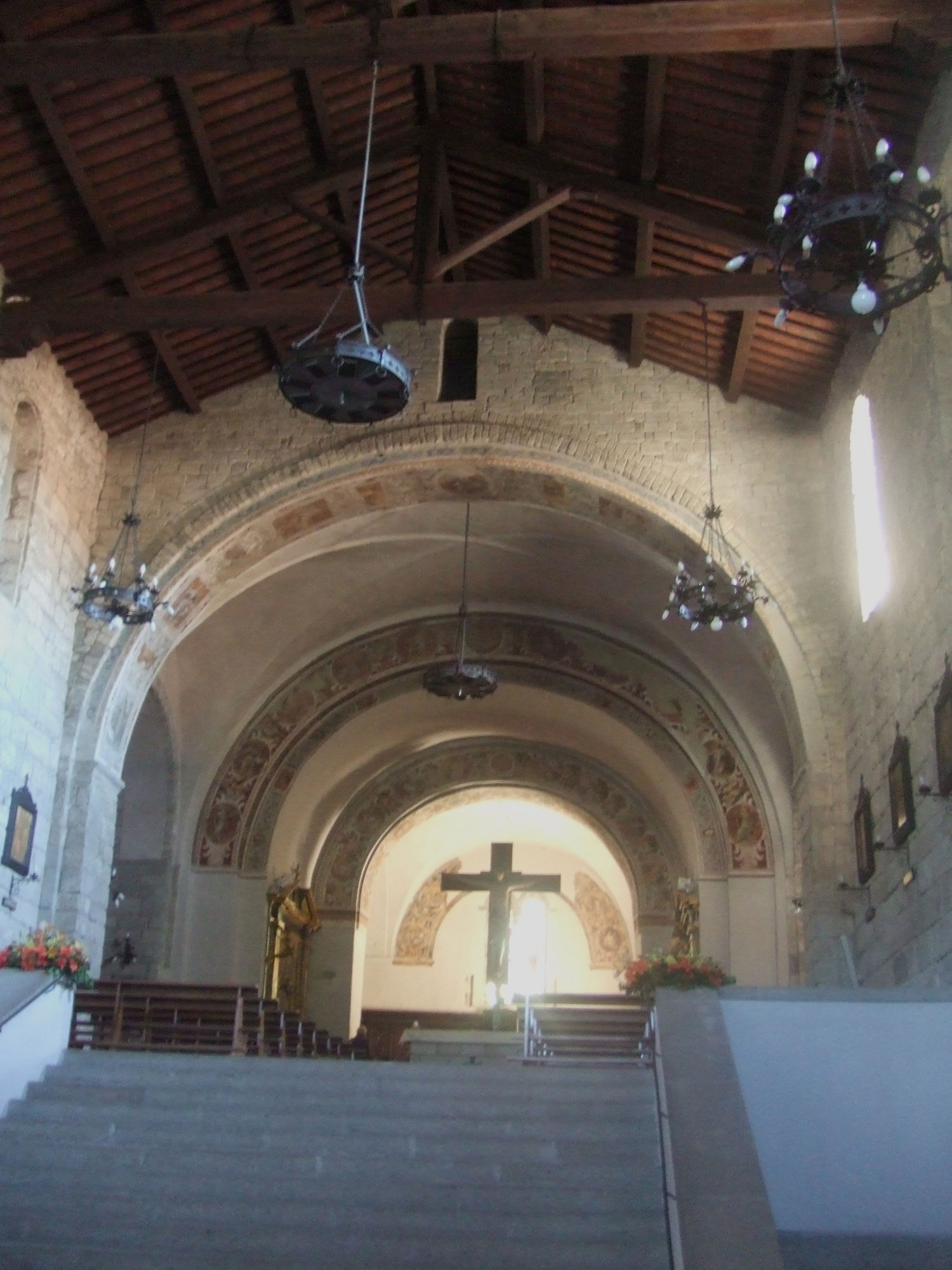
Mittelschiff
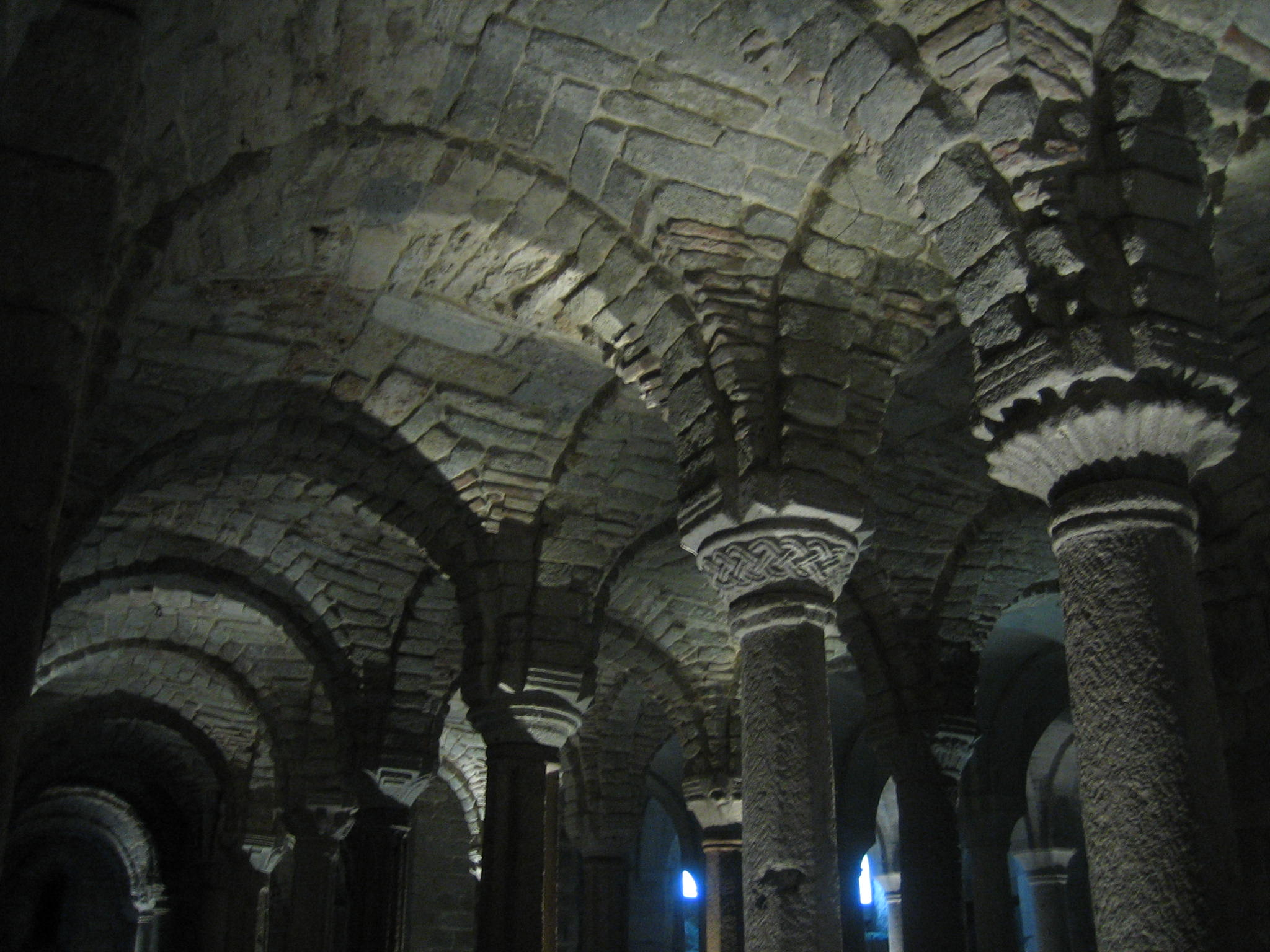
Langobardische Krypta
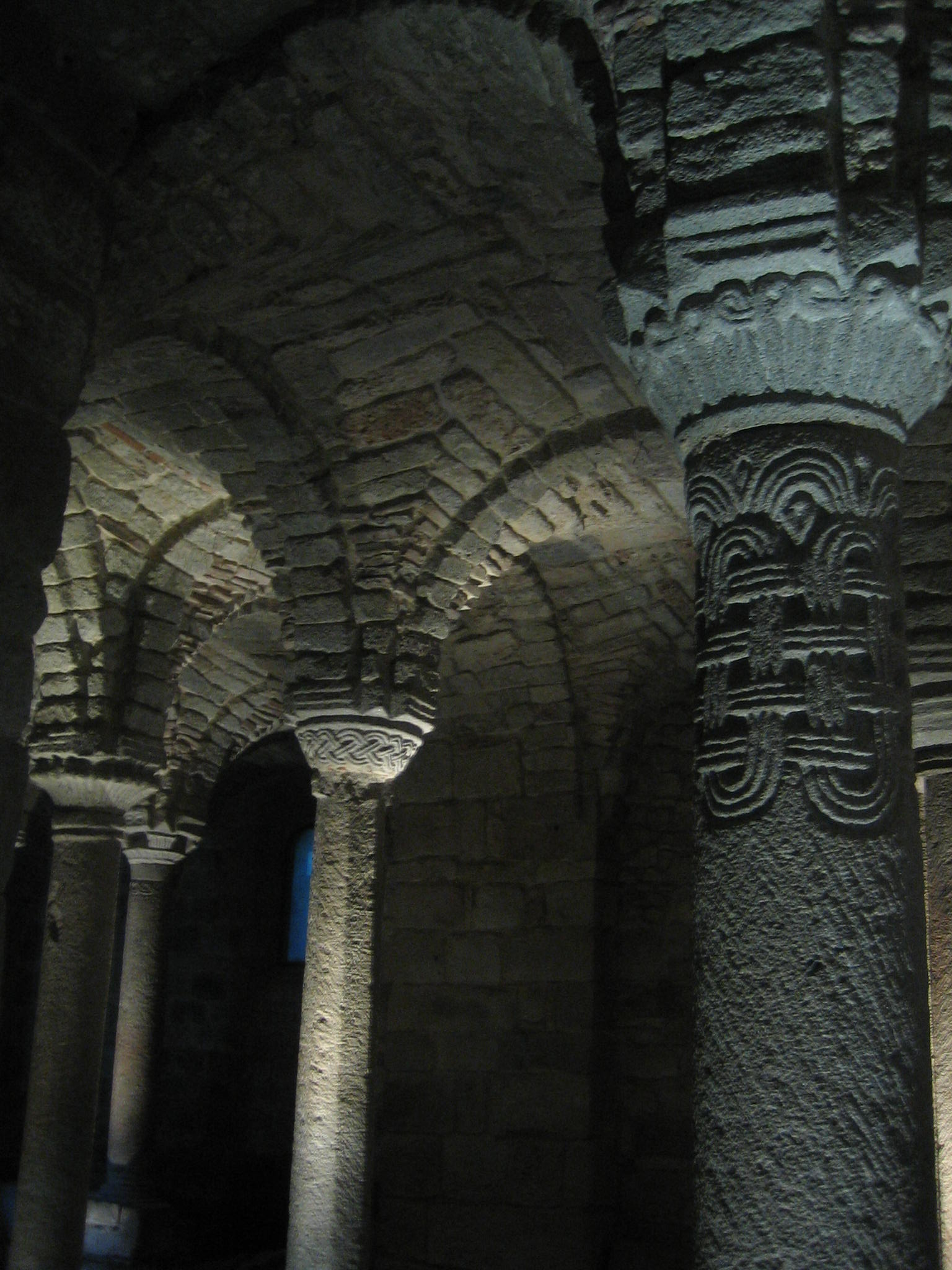
Kapitelle